# 신혜영
신혜영(辛惠英, 1966년 7월 6일~)은 대한민국의 재선 대전광역시 서구의원(제8대, 제9대)이다.

## 학력
- 대전문창국교(지금의 대전문창초등학교) 졸업
- 청란여자중학교 졸업
- 대전여자고등학교 졸업
- 충남대학교 문과대학 사회학과 학사

## 경력
- 대전여자고등학교 총동문회 이사장
- 대전여자고등학교 제44기 졸업생 동문회 회장
- 더불어민주당 중앙당 부대변인
- 더불어민주당 중앙당 중소기업 특별위원회 부위원장
- 더불어민주당 대전시당 여성위원회 부위원장
- 대전·세종·충남 여성벤처협회 이사
- 대전여성정치네트워크 운영위원
- 제19기 민주평화통일자문회의 자문위원
- 녹색소비자연대 전국협의회 대전지회 이사
- 월평3동 자원봉사회 회원
- 더불어민주당 대전시당 서구 을 지역운영위원
- 중부리서치 대표
- 2020.04 ~ 2022.06 제8대 대전광역시 서구의회 의원
  - 2020.04 ~ 2020.07 제8대 대전광역시 서구의회 전반기 도시건설위원회 위원
  - 2020.04 ~ 2020.07 제8대 대전광역시 서구의회 전반기 경제복지위원회 위원
  - 2020.07 ~ 2022.06 제8대 대전광역시 서구의회 후반기 행정자치위원회 위원
- 2022.07 ~ 제9대 대전광역시 서구의회 의원
  - 2022.07 ~ 제9대 대전광역시 서구의회 전반기 의회운영위원회 위원
  - 2022.07 ~ 제9대 대전광역시 서구의회 전반기 행정자치위원회 위원장

## 역대 선거 결과
|  | 57.10% |

|  | 35.76% |